# Globularia anatolica
Globularia anatolica är en grobladsväxtart som beskrevs av A.Duran, Ö.Çetin och M.Öztürk. Globularia anatolica ingår i släktet bergskrabbor, och familjen grobladsväxter. Inga underarter finns listade i Catalogue of Life.